# 小室三吉
小室 三吉（こむろ さんきち、文久3年7月9日（1863年8月22日） - 大正9年（1920年）10月18日） は、日本の実業家。戦前三井財閥の幹部で、三井合名参事、三井家同族会理事などを務めた。

## 経歴
江戸出身。ロンドン留学後、1883年商法講習所（現一橋大学）卒業。同期に福井菊三郎。1884年に三井物産入社。香港支店長、上海支店長、ロンドン支店長などを経て、1906年理事。1909年取締役、三井合名参事。のち、三井家同族会理事。1913年三井合名監査部幹事長。1916年東京海上保険取締役。1918年大正海上火災保険監査役。1920年に病気で危篤となり叙従六位。

## 親族
- 父・小室信夫[7]（貴族院議員）
  - 妹・さゑ - 岡野敬次郎（東京帝国大学教授）の妻
  - 妹・かゑ - 井上嘉都治（東北帝国大学教授）の妻
  - 妹・ちゑ - 安藤弘（音楽家）（衆議院議員安藤正純の弟）の妻
  - 妹・也笑 - 小平浪平（日立製作所創業者）の妻
- 妻・みゑ - 岡見清致（頌栄女子学院創設者）の養女
  - 長女・恒 - 伊藤武男（日本製粉監査役）の妻
  - 二女・春 - 宮崎清（三井物産社長）の妻
- 義兄・小室信介[8][9]（自由民権運動家）

## 著書
- 『緬甸紀行一班』三井物産 1890年